# Polyptiek van Valle Romita
De Polyptiek van Valle Romita (Italiaans: Polittico di Valle Romita) is een schilderij van Gentile da Fabriano gemaakt rond 1408. Het werk maakt deel uit van de collectie van de Pinacoteca di Brera in Milaan. 

## Geschiedenis
Hoewel er geen schriftelijke documentatie bestaat over het ontstaan van het schilderij, is het aannemelijk dat het werd gemaakt voor de Hermitage van Valdisasso (ook wel Valle Romita genoemd) in de buurt Fabriano. De humanist Flavio Biondo zag het veelluik in 1453 op die plek. De kluis werd op 23 december 1405 in vervallen toestand gekocht door Chiavello Chiavelli, de heer van Fabriano, die de plek onmiddellijk toevertrouwde aan de franciscanen. Chiavelli koos de hermitage als begraafplaats voor zichzelf en zijn vrouw. Het is daarom waarschijnlijk dat hij het gebouw wilde restaureren en voorzien van een prestigieus veelluik. Gentile da Fabriano was zijn beschermeling en bevond zich in die jaren in Venetië. Die stad was een bondgenoot van Chiavelli en hij had er zelfs als huursoldaat voor gevochten. De aanwezigheid van de heilige Franciscus en andere kluizenaarsheiligen op het veelluik lijkt de oorsprong ervan te bevestigen. De kroning van Maria was daarnaast een geliefd thema van de franciscanen.
De datering zou daarmee liggen tussen 1406 en 1412, het jaar waarin Chiavelli stierf en het veelluik dat in zijn kapel zou worden geplaatst, al voltooid moet zijn. Omdat Gentile vanaf augustus 1411 in Foligno werkte, beperken de meeste kenners de datering tot 1406-10.
In 1811 werden het middenpaneel en de vier onderste zijcompartimenten vanuit de kluis, die het jaar daarvoor door Napoleon was opgeheven, overgebracht naar de Pinacoteca di Brera. Omdat de vier bovenste panelen niet meekwamen en de onderste panelen in aparte ruimtes werden tentoongesteld, lijkt het aannemelijk dat het veelluik al in de achttiende eeuw in stukken werd verdeeld. De vier kleinere panelen, in een rechthoekige vorm gesneden, kocht het museum in 1901 van graaf Agapito Rosei. Ze werden opnieuw samengebracht met de overige panelen in een neogotische lijst uit 1925.

## Voorstelling
Het middenpaneel toont de kroning van Maria met een voorstelling van de Drie-eenheid en daaronder een koor van musicerende engelen. Deze scène is geïnspireerd op de Byzantijnse mozaïeken die Gentile in de Basiliek van San Marco in Venetië had gezien. Dit blijkt vooral uit de manier waarop de figuren in de lucht zweven, het abstracte onderste deel en de oogverblindende gouden achtergrond. De kunstenaar bewerkte het goud met grote vaardigheid en verfijning. Zo graveerde hij lichtstralen rechtstreeks op het oppervlak en bracht hij versieringen in reliëf aan op de gewaden.
Op zijpanelen zijn van links naar rechts vier heiligen te zien: Hiëronymus met een model van de kerk in zijn hand, Franciscus van Assisi, Dominicus en Maria Magdalena. Deze figuren staan in een bloemrijke weide die met uiterste botanische precisie is geschilderd. Hier laat de invloed van Michelino da Besozzo zich gelden. Maria Magdalena houdt de ampul met zalf, haar traditionele attribuut, met de toppen van haar vingers vast. De ampul is niet geschilderd, maar in goud gegraveerd, als een verfijnd werk van goudsmidskunst. Op dit veelluik slaagt Gentile er beter dan zijn tijdgenoten in om de heiligen stevig op de grond te laten staan, zoals Masaccio dat ongeveer gelijktijdig ook zou bewerkstelligen. 
De vier bovenste panelen tonen Johannes de Doper die bidt in de woestijn, het martelaarschap van Petrus van Verona, een lezende Francesco Venimbeni (een franciscaanse priester die rond Fabiano leefde en daar na zijn dood vereerd werd) en Franciscus die de stigmata ontvangt. De scènes met Petrus van Verona en Francesco Venimbeni spelen zich af tegen de achtergrond van een levendig stadsgezicht. De panelen met Johannes en Franciscus zijn gespiegeld en gesitueerd in een vrijwel identiek dor heuvellandschap, dat associaties oproept met de ascetische verlatenheid van de franciscaanse kluis. 
Misschien bevond een paneel met de kruisiging dat het museum in 1995 kocht, zich vroeger boven het paneel met kroning. De Italiaanse kunsthistoricus Amico Ricci meldde in 1834 dat zo'n paneel vele jaren eerder aan een oosterse of Griekse particulier was verkocht. Aan het einde van de twintigste eeuw dook het op in Engeland.

## Afbeeldingen

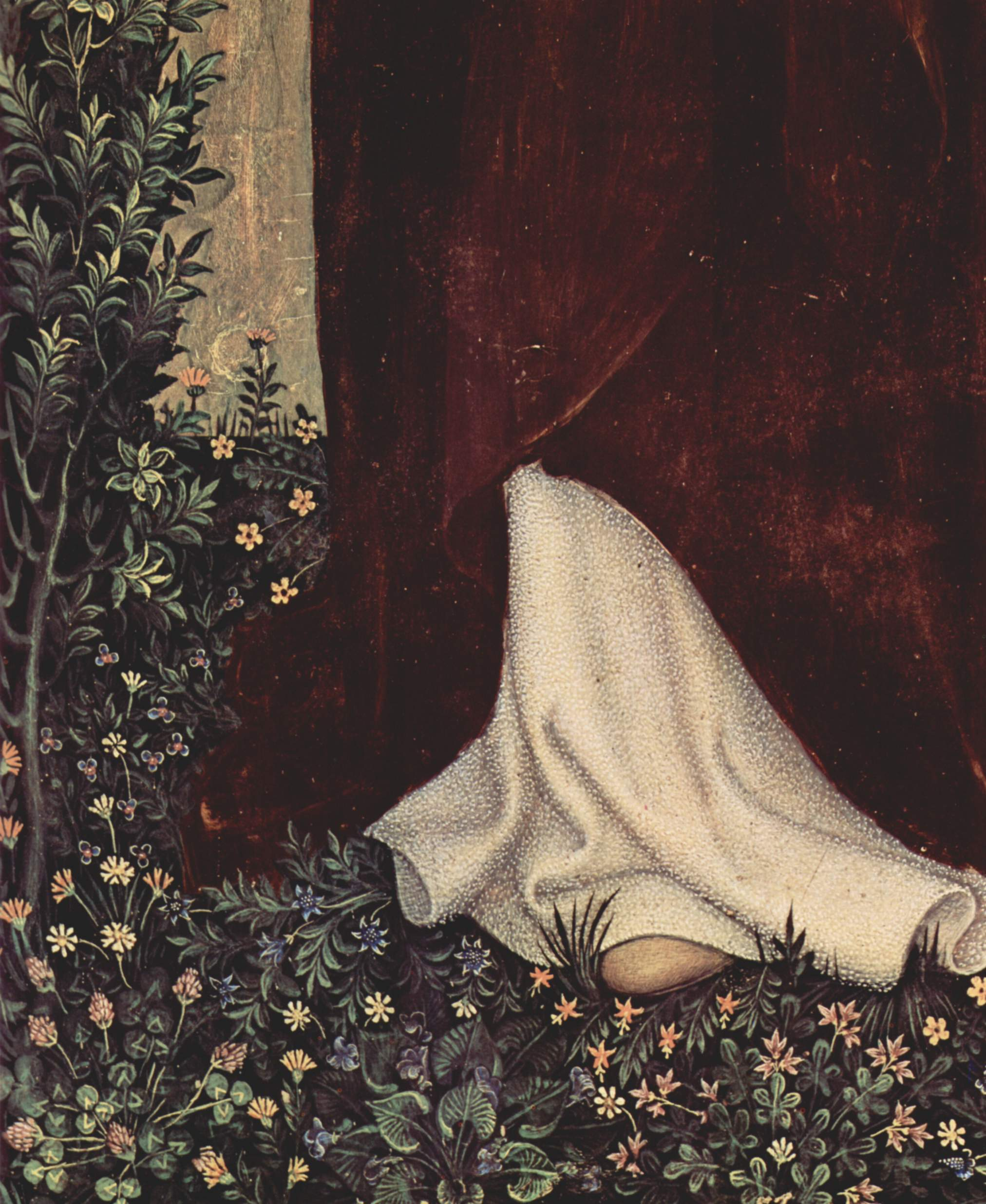
Detail
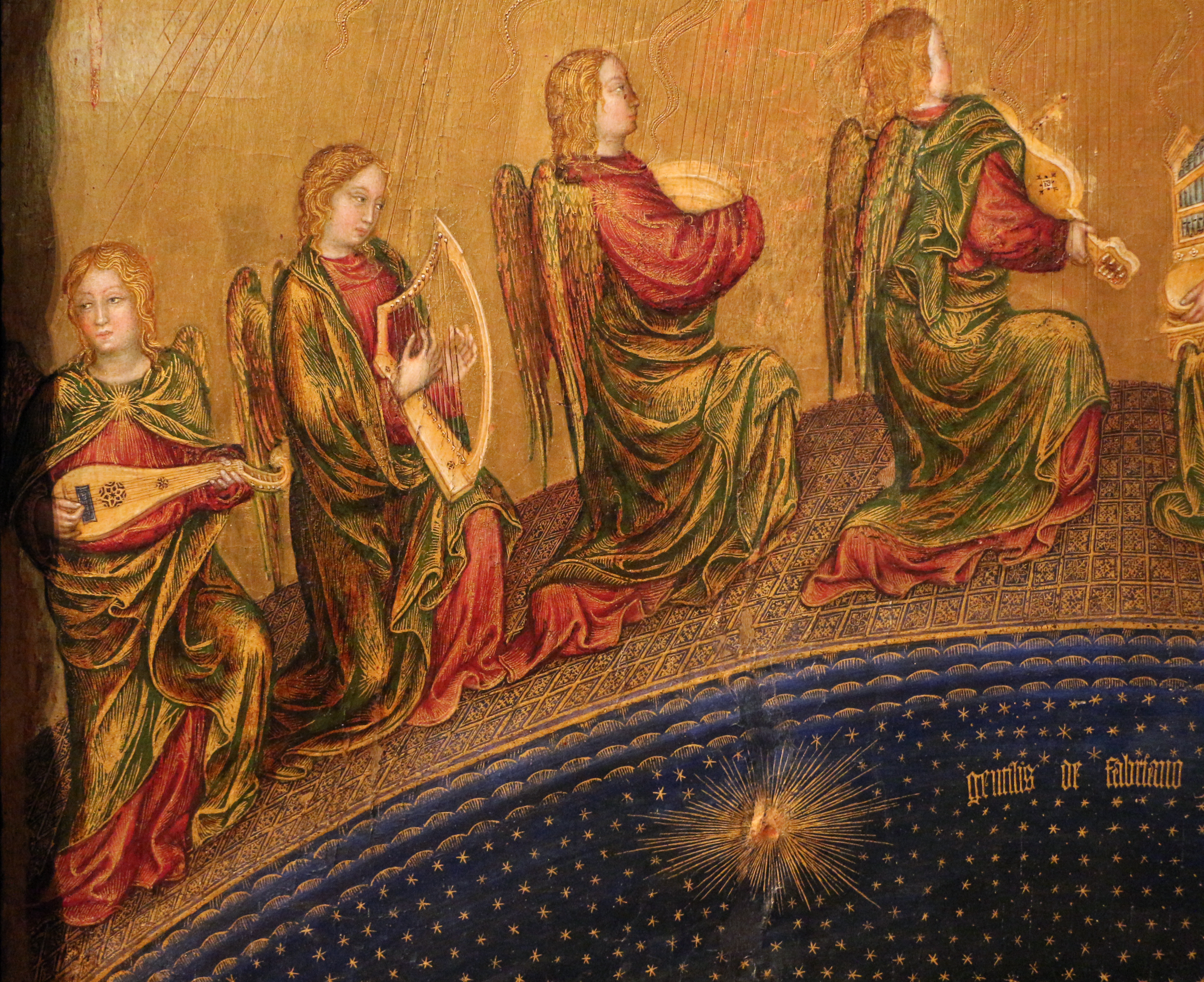
Detail
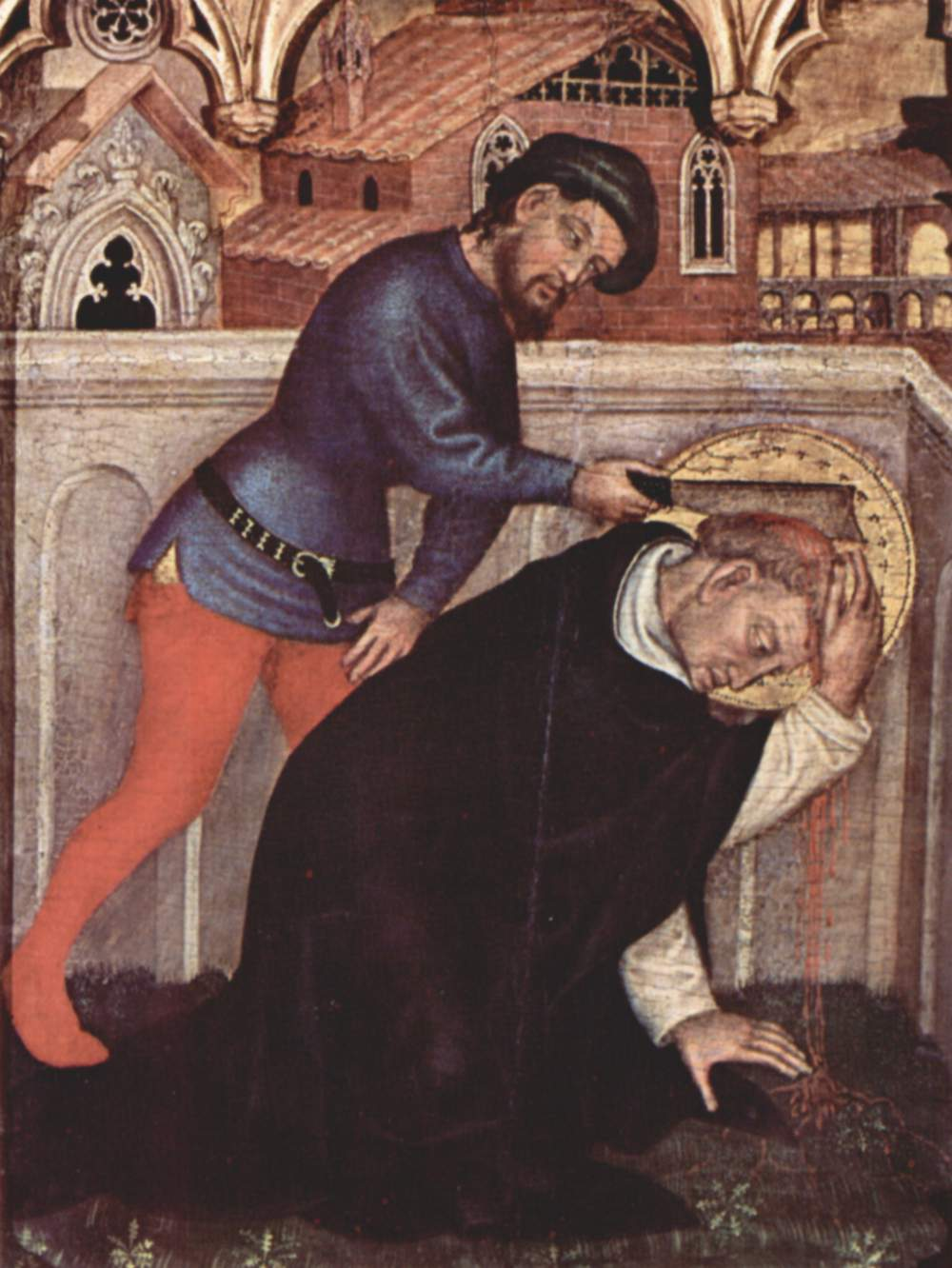
Het martelaarschap van Petrus van Verona
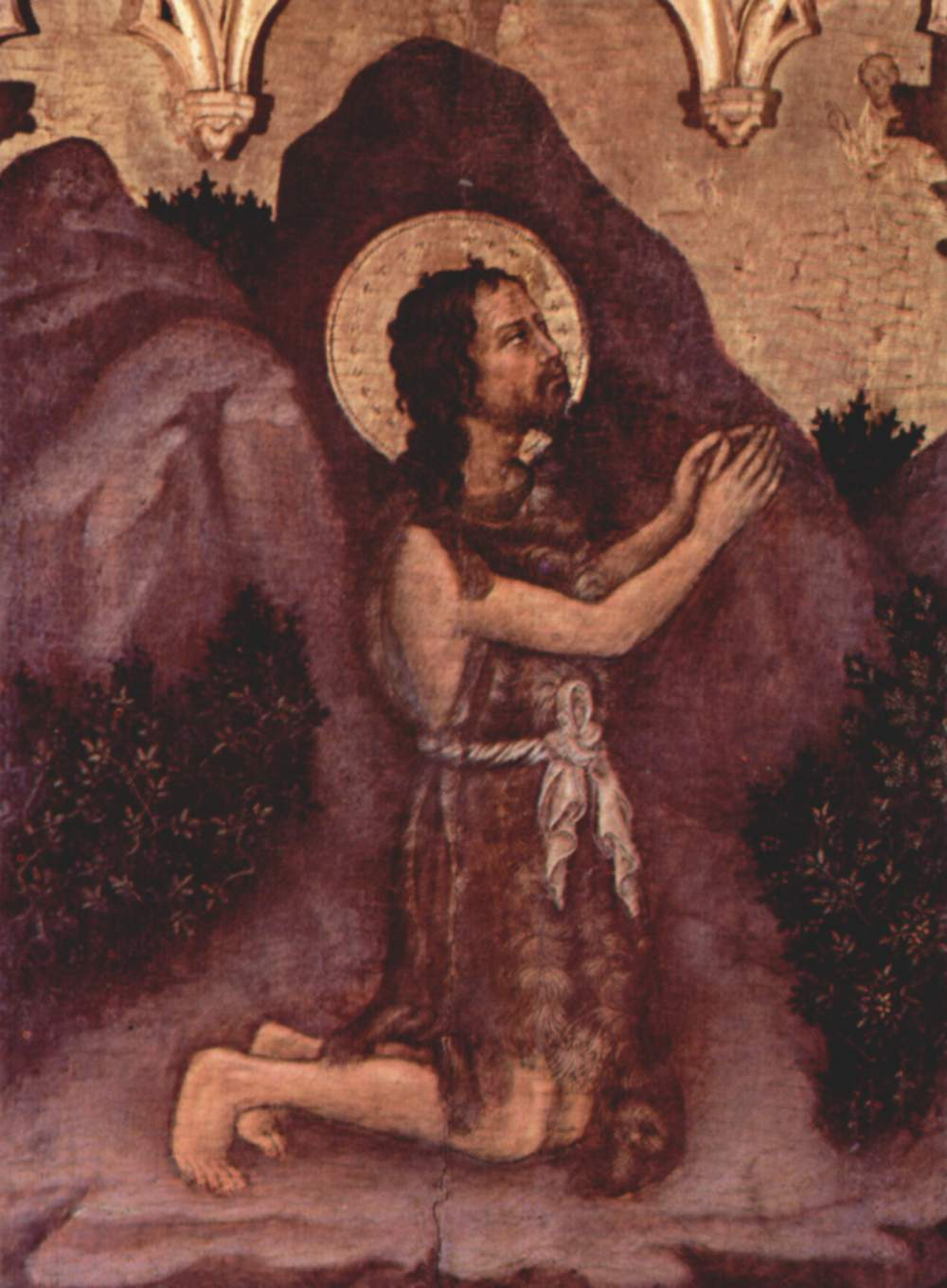
Johannes de Doper in de woestijn
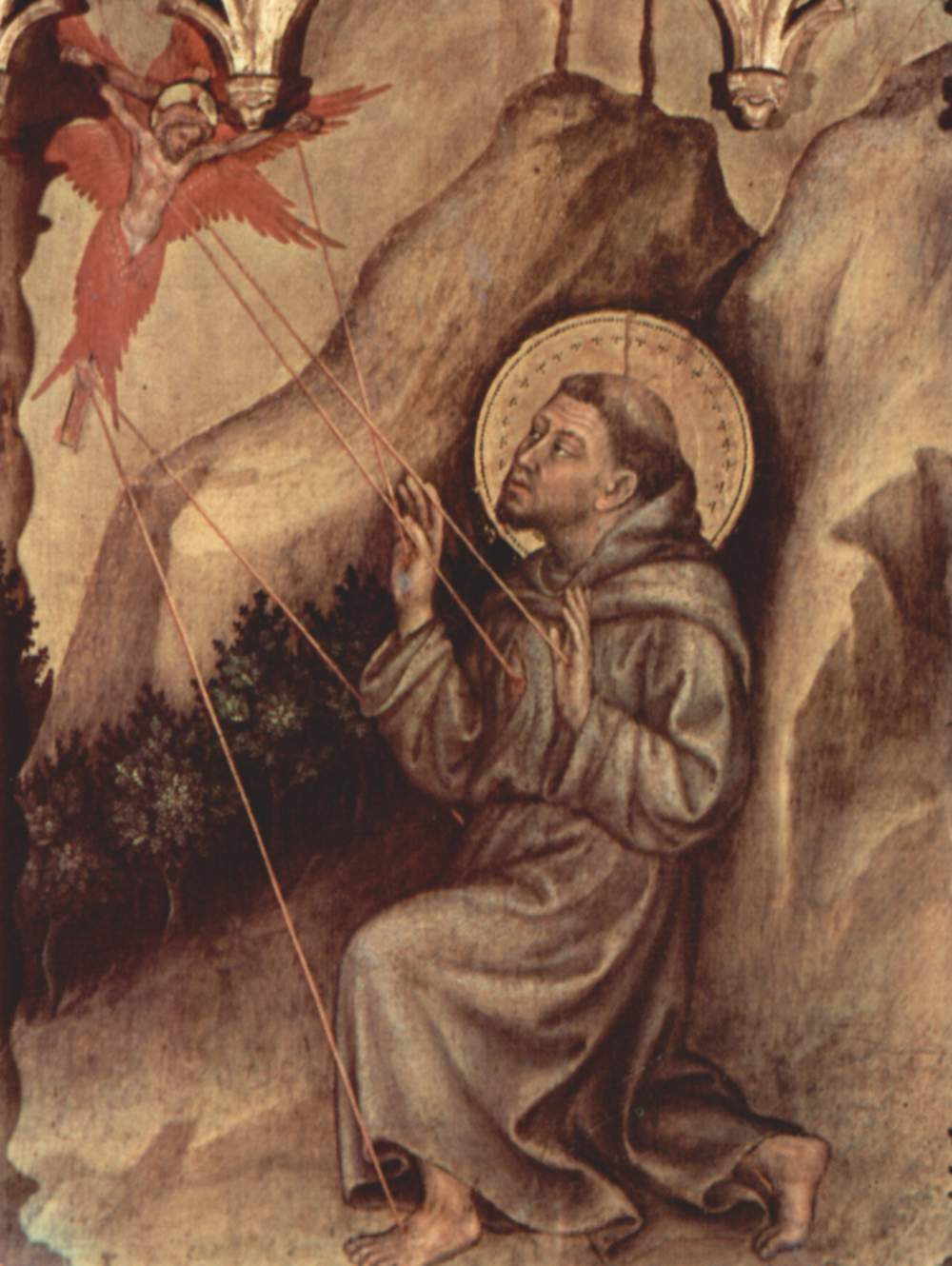
Franciscus ontvangt de stigmata
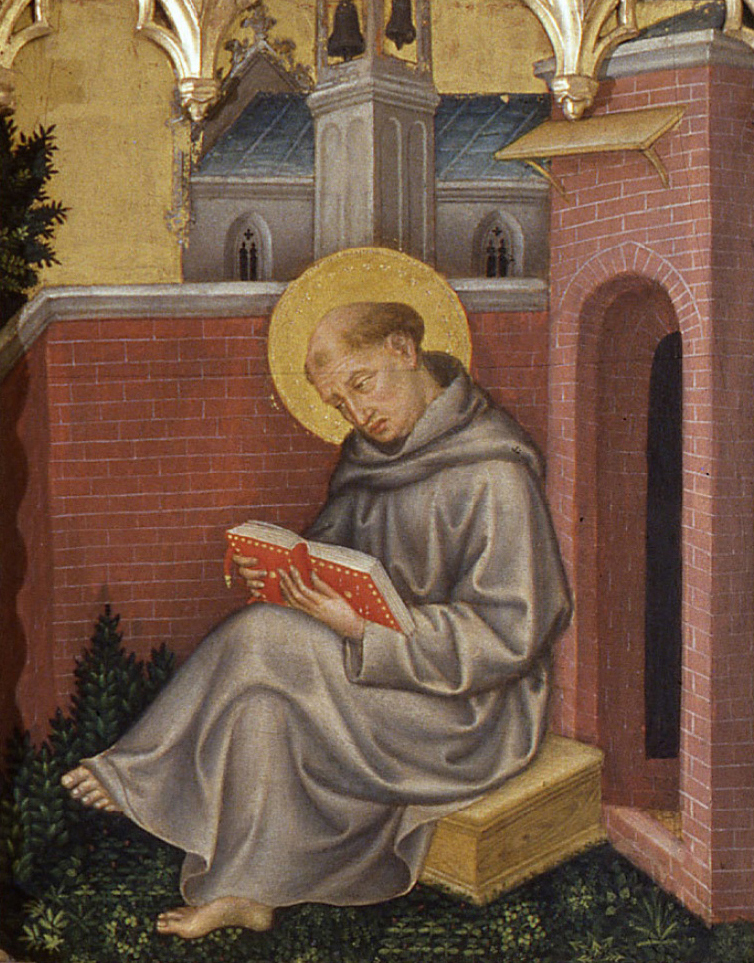
Francesco Venimbeni leest
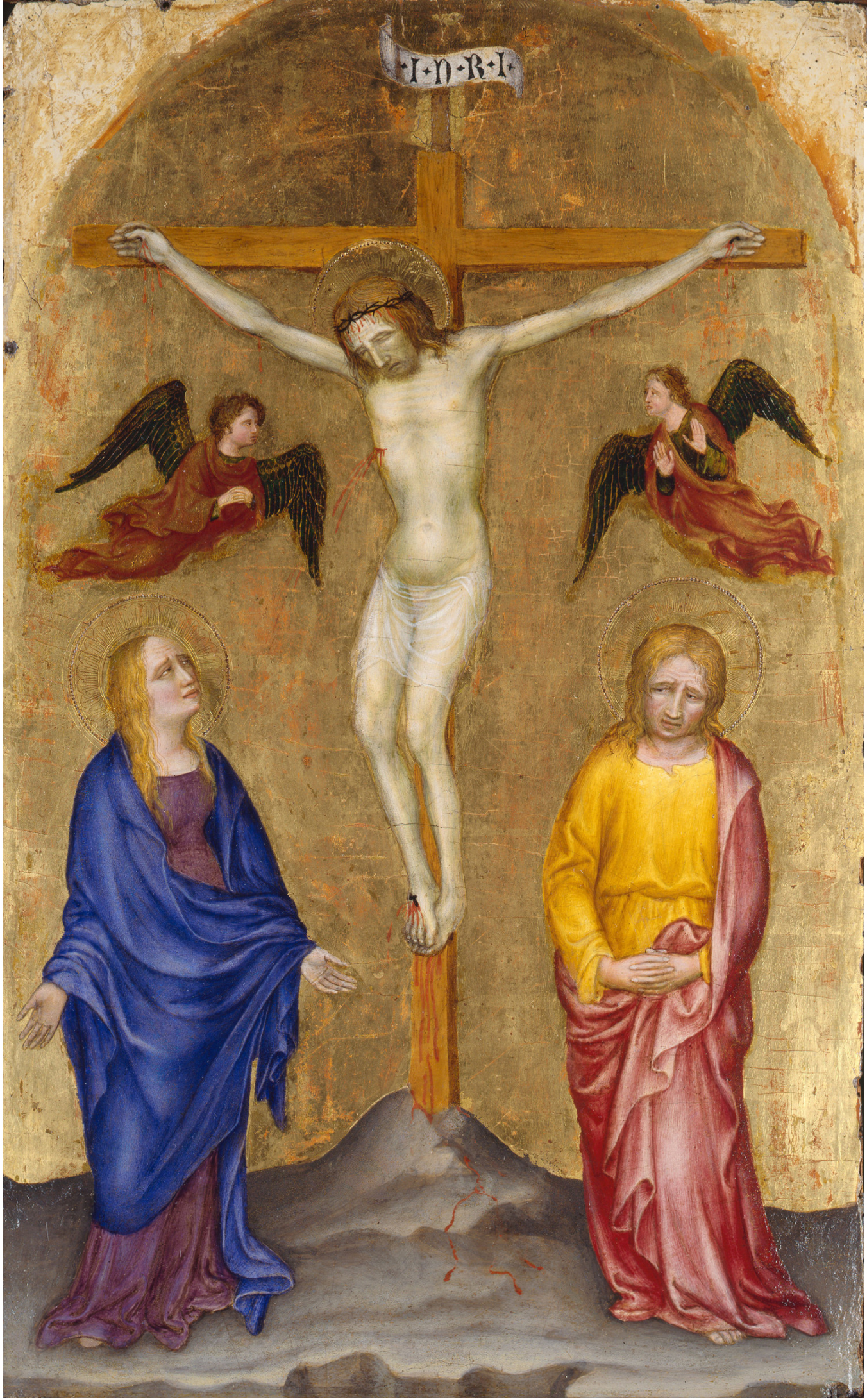
Paneel met de kruisiging